# يان سين
يان سين (بالصينية: 阎森) هو لاعب تنس الطاولة صيني، ولد في 16 أغسطس 1975 في جيانغسو في الصين.

## وصلات خارجية
- يان سين على موقع منظمة تنس الطاولة العالمي (الإنجليزية)
- يان سين على موقع اللجنة الأولمبية الدولية (الإنجليزية)
- يان سين على موقع أوليمبيديا (الإنجليزية)
- يان سين على موقع اللجنة الأولمبية الصينية (الإنجليزية)